# بودي جارد (مسرحية)
بودي جارد مسرحية من بطولة الفنان عادل إمام، بمشاركة الفنانين: عزت أبو عوف، سعيد عبد الغني، رغدة، ونخبة من ألمع الممثلين المصريين. كتبها يوسف معاطي، وأخرجها رامي إمام، وقام بإنتاجها سمير خفاجي (شركة الفنانين المتحدين) سنة 1999. استمر عرضها 11 سنة على خشبة مسرح الهرم بالقاهرة (1999-2010)، وعرضت بأكثر من بلد عربي. وتعرض حاليا على منصة شاهد.نت.

## أحداث المسرحية
تبدأ حبكة المسرحية بعقد السجين أدهم الجبالي (عادل إمام) صفقة مع زميله بالسجن رجل الأعمال سعد (عزت أبو عوف) المسجون على ذمة قضية اختلاس 700 مليون جنيه، يعمل بموجبها أدهم حارسا شخصيا (بودي جارد) لدى زوجة سعد السيدة عائشة (شيرين سيف النصر، رغدة) التي تقع في حبه.
إثر ذلك يكتشف كاظم (سعيد عبد الغني) هذه العلاقة، فيقوم بإبلاغ صديقه سعد بها، هذا الأخير عندما يتأكد من خيانة زوجته وصديقه له سيقوم بوضع خطة جديدة لينتقم من أدهم بتلفيق تهمة له، بينما يهرب هو بما سرقه من ملايين، إلا أن أدهم سيتمكن من إيقافه في النهاية، لينتصر الحب على المال.

## العرض المسرحي
تعد مسرحية بودي جارد من أطول المسرحيات عرضا في العالم العربي إذ استمرت تعرض 11 سنة، أعلن في نهاية ديسمبر 2020 عن شراء حقوق بث المسرحية أون لاين عبر منصة شاهد السعودية ليبدأ عرضها يوم الجمعة 26فبراير 2021.